# Бікмурзін Олександр Олександрович
Олекса́ндр Олекса́ндрович Бікмурзін — солдат Збройних Сил України, учасник російсько-української війни, що загинув у ході російського вторгнення в Україну в 2022 році.

## Життєпис
Олександр Бікмурзін народився 2000 року в селі Сонячне (з 2020 року — Первозванівської сільської громади Кропивницького району Кіровоградської області. З початком повномасштабного російського вторгнення в Україну був мобілізований та перебував на передовій. Загинув 14 березня 2022 року. Чин прощання відбувся 26 березня 2022 року в Первозванівській територіальній громаді. Похований на кладовищі у рідному селі.

## Нагороди
- Орден «За мужність» III ступеня (2022, посмертно) — за особисту мужність і самовіддані дії, виявлені у захисті державного суверенітету та територіальної цілісності України, вірність військовій присязі[3].